# MTV Video Music Brasil 2006
O Video Music Brasil 2006 foi a décima segunda edição da premiação realizada pela MTV Brasil. Ocorreu em 28 de setembro de 2006 e foi transmitido ao vivo do Credicard Hall em São Paulo, às 22 horas. Esta edição foi apresentada pelos VJs Marcos Mion, Cazé Peçanha e Daniella Cicarelli, sendo a primeira vez que o evento teve mais de um apresentador.  Concorriam clipes nacionais produzidos entre junho de 2005 e maio de 2006.

## Categorias
| Categoria                     | Vencedor                                                                                  | Indicados |
| ----------------------------- | ----------------------------------------------------------------------------------------- | --- |
| Escolha da Audiência          | Pitty — Memórias                                                                          | - B5 — Algum Lugar - Barão Vermelho — Codinome Beija-Flor - Cachorro Grande — Sinceramente - Charlie Brown Jr. — Ela Vai Voltar - CPM 22 — Apostas e Certezas - Dead Fish — Obrigação - Detonautas — Não Reclame Mais - Felipe Dylon — Em Outra Direção - Forfun — História de Verão - Fresno — Quebre as Correntes - Hateen — 1997 - Jay Vaquer — A Falta que a Falta Faz - Jota Quest — O Sol - KLB (com Pregador Luo) — Obsessão - Marcelo D2 (com Mr. Catra) — Gueto - Massacration — Metal Is The Law - NX Zero — Apenas um Olhar - O Rappa — De Frente Pro Reto |
| Artista Revelação             | Hateen — Quem Já Perdeu um Sonho Aqui?                                                    | - Cansei de Ser Sexy — Let's Make Love and Listen to Death from Above - Canto dos Malditos na Terra do Nunca — Olha Minha Cara - Forfun — Hidropônica - NX Zero — Além de Mim |
| Videoclipe de Pop             | Jota Quest — O Sol                                                                        | - Os Paralamas do Sucesso — Na Pista - Pato Fu — Sorte e Azar - Sandy & Junior — Estranho Jeito de Amar - Skank — Uma Canção é Pra Isso |
| Videoclipe de Rock            | Pitty — Déjà Vu                                                                           | - Charlie Brown Jr. — Ela Vai Voltar - CPM 22 — Apostas e Certezas - Nação Zumbi — Hoje, Amanhã e Depois - Rock Rocket — Roqueiros Também Amam |
| Videoclipe de Rap             | Marcelo D2 (com Mr. Catra) — Gueto                                                        | - Black Alien — Como Eu Te Quero - Inumanos — Polegar Opositor - MV Bill — O Preto em Movimento - Pavilhão 9 — Gimme Tha Power |
| Videoclipe de MPB             | Los Hermanos — Morena                                                                     | - Marisa Monte — O Bonde do Dom - Max de Castro — No Balanço das Horas - Mombojó — O Mais Vendido - Negra Li — Você Vai Estar na Minha |
| Videoclipe Internacional      | Black Eyed Peas — Pump It                                                                 | - Green Day — Jesus of Suburbia - Madonna — Hung Up - Nickelback — Photograph - Simple Plan — Perfect |
| Videoclipe Independente       | Banzé — Doce Ilusão                                                                       | - Ecos Falsos — Réveillon - Faichecleres — Metida Demais - Vanguart — Cachaça - Walverdes — Seja Mais Certo |
| Performance ao Vivo           | CPM 22 — Inevitável                                                                       | - Armandinho — Desenho de Deus - Barão Vermelho — Codinome Beija-Flor - O Rappa — Pescador de Ilusões - Titãs — Vossa Excelência |
| Direção em Videoclipe         | Sepultura — Convicted in Life (Diretor: Luis Carone)                                      | - Banzé — Doce Ilusão (Diretor: Paulinho Caruso) - Charlie Brown Jr. — Ela Vai Voltar (Diretores: Afonso Poyart e Ludmilla Rossi) - Marcelo D2 (com Mr. Catra) — Gueto (Diretor: Johnny Araújo) - Nasi — Corpo Fechado (Diretor: Selton Mello) |
| Edição em Videoclipe          | Sepultura — Convicted in Life (Editores: Luis Carone e Rodrigo Menecucci)                 | - CPM 22 — Inevitável (Editor: Sérgio Severino) - F.UR.T.O. — Flores nas Encostas do Cimento (Editor: Nobuyuki Ogata) - Marcelo D2 (com Mr. Catra) — Gueto (Editor: Johnny Araújo) - Rock Rocket — Roqueiros Também Amam (Editores: Luis Carone e Rodrigo Menecucci) |
| Direção de Arte em Videoclipe | Nação Zumbi — Hoje, Amanhã e Depois (Diretor de arte: Ricardo Carelli)                    | - Charlie Brown Jr. — Ela Vai Voltar (Diretores de arte: Afonso Poyart e Ludmilla Rossi) - Inumanos — Polegar Opositor (Diretor de arte: Cadu Macedo) - Marcelo D2 (com Mr. Catra) — Gueto (Diretores de arte: Lica Greinstein, Marie Lanna e Marcos Vaz) - Sepultura — Convicted in Life (Diretor de arte: Luis Carone) |
| Fotografia em Videoclipe      | Lulu Santos — Vale de Lágrimas (Diretor de fotografia: Marcelo Trotta)                    | - Nasi — Corpo Fechado (Diretor de fotografia: Juarez Pavelak) - Negra Li — Você Vai Estar na Minha (Diretor de fotografia: Marcelo Trotta) - Os Paralamas do Sucesso — Na Pista (Diretor de fotografia: Ricardo De La Rosa) - Sepultura — Convicted in Life (Diretor de fotografia: Pierre Kerchove) |
| Website                       | Pitty — pittybr.com                                                                       | - Fã-clube do Charlie Brown Jr. — charliebrownjunior.net - Fã-clube do CPM 22 — fcocpm22.com.br - Fã-clube do Hateen — hateenfco.com.br - Fã-clube do Los Hermanos — hermaniacos.blogger.com.br |
| Banda dos Sonhos              | Pitty (vocal) Fabrizio Martinelli (guitarra) Champignon (baixo) Ricardo Japinha (bateria) | Não houve (vencedores eram escolhidos diretamente por internautas no site da MTV) |

## Shows
| Shows do VMB 2006                                          |
| ---------------------------------------------------------- |
| Charlie Brown Jr. - Ela Vai Voltar/Liberdade Acima de Tudo |
| CPM 22 e NX Zero - Além de Mim/Inevitável                  |
| Skank e Cachorro Grande - Helter Skelter                   |
| Caetano Veloso - Não Me Arrependo                          |
| Marcelo D2 (com Mr. Catra) - Gueto                         |
| Banda dos Sonhos - Smells Like Teen Spirit                 |
| Pitty e Nação Zumbi - Deus Lhe Pague                       |
| Living Things - Bom Bom Bom                                |
| Hermes e Renato - Dance Squad Off Broadway                 |

## Fatos e curiosidades
- O VMB de 2006 foi o primeiro a ser apresentado por três VJs: Marcos Mion, Cazé Peçanha e Daniela Cicarelli.
- O VMB de 2006 também foi o primeiro a ter um show internacional, da banda Living Things. Edições anteriores do VMB já haviam trazido artistas internacionais se apresentando no palco, porém apenas em parceria com artistas nacionais.
- Foi o último VMB a usar os videoclipes como foco da premiação; a partir de 2007, as categorias do VMB foram reformuladas para destacar os artistas e bandas.
- A categoria Website teve como indicados sites feitos por fã-clube dos artistas, ao contrário dos anos anteriores, onde os sites oficiais dos artistas eram indicados.